# José Carlos Lozano de la Torre
José Carlos Lozano de la Torre, né le 9 février 1950 à Bakersfield en Californie, est un homme politique mexicain. Il est gouverneur de l'État d'Aguascalientes de 2010 à 2016.

## Biographie
José Carlos Lozano de la Torre est un ingénieur industriel diplômé de l'université de Monterrey.
Membre du Parti révolutionnaire institutionnel (PRI), il occupe la fonction de secrétaire du développement économique d'Aguascalientes de 1974 a 1986 et de 1990 à 1998. Il est sénateur au Congrès de l'Union de 2006 à 2010. Le 4 juillet 2010, il est élu gouverneur de l'État d'Aguascalientes et entre en fonction le 1er décembre suivant pour un mandat de six ans.